# Конституция Науру
Конституция Науру — основной закон Республики Науру, обладающий высшей юридической силой, который закрепляет основы конституционного строя, права и свободы человека, государственное устройство, организацию представительных, исполнительных и судебных органов власти.

## История
Конституция Науру была принята 29 января 1968 года, за два дня до признания самого государства. Документ устанавливал республиканскую форму правления с Вестминстерской системой парламентаризма и некоторыми чертами президентской формы правления. В мае этого же года в конституцию вносились дополнения.
В 2010 году в Науру состоялся референдум по внесению изменений в конституцию, касающийся вопроса избрания президента путём прямых выборов, а не парламентом. Граждане проголосовали категорически против изменения конституции. Из 4,4 тыс. человек около трех тысяч избирателей проголосовали против (около 68%). Явка избирателей на выборах составила 78%. Государственная власть выразила своё разочарование решением граждан. Таким образом, изменения в конституцию не были внесены.

## Структура
Конституция Науру состоит из 11 частей, которые в свою очередь разделены на 100 статей.
- Часть I (статьи 1 и 2) — Республика Науру и высший закон Науру
- Часть II (статьи 3-15) — Защита основных прав и свобод
- Часть III (статьи 16-25) — Президент и Исполнительная власть
- Часть IV (статьи 26-47) — Законодательное собрание
- Часть V (статьи 48-57) — Судебная власть
- Часть VI (статьи 58-67) — Финансы
- Часть VII (статьи 68-70) — Государственная служба
- Часть VIII (статьи 71-76) — Гражданство
- Часть IX (статьи 77-79) — Чрезвычайные полномочия
- Часть X (статьи 80-84) — Общие положения
- Часть XI (статьи 85-100) — Переходные положения